# الحصاحص (يريم)

تعديل مصدري - تعديل

الحصاحص محلة تابعة لقرية المحيب، التابعة لعزلة خودان بمديرية يريم إحدى مديريات محافظة إب في الجمهورية اليمنية.، بلغ تعداد سكانها 83 حسب تعداد اليمن لعام 2004.